# IBM 5110
L'IBM 5110 Computing System è un personal computer dell'IBM annunciato il 10 gennaio 1978. Già nella settimana seguente diverse centinaia di IBM 5110 sono stati ordinati. Il primo IBM 5110 destinato alla vendita è stato spedito all'acquirente il 2 febbraio 1978. La commercializzazione dell'IBM 5110 è continuata fino al marzo 1982.
L'IBM 5110 è il secondo modello di personal computer commercializzato dall'IBM, successore dell'IBM 5100 Portable Computer e predecessore dell'IBM 5120.

## Descrizione
L'IBM 5110 è un computer desktop all-in-one. Di serie è dotato di tastiera alfanumerica (come interfaccia utente di input) e display CRT monocromatico da 5 pollici (come interfaccia utente di output). Sia la tastiera che il display sono incorporati nell'unità centrale. Di serie non sono presenti né periferiche esterne né drive.
Dell'IBM 5110 sono state prodotte e commercializzate due diverse versioni identificate come "Model 1" e "Model 2". L'unica differenza tra le due versioni risiede nella possibilità per il Model 1 di utilizzare fino a due unità a nastro magnetico per cartridge QIC nel formato DC300: un'unità installabile all'interno dell'unità centrale, l'altra unità installabile esternamente all'unità centrale. Il Model 2 non permette invece di utilizzare tali unità a nastro magnetico. Una cartridge QIC DC300 permette di memorizzare fino a 204 kB.
Entrambe le versioni dell'IBM 5110 sono in grado di utilizzare fino a due periferiche esterne IBM 5114, ognuna delle quali può ospitare fino a due drive per floppy disk da 8 pollici. Su un floppy disk per tali drive è possibile memorizzare fino a 1,2 MB. Nella configurazione massima di drive per floppy disk, l'IBM 5110 può quindi avere in linea fino a 4,8 MB di memoria di massa ad accesso diretto.

## Caratteristiche
- CPU: IBM PALM (CPU a 16 bit e frequenza di clock 1,9 MHz).
- ROM: da 18 a 96 kB (a seconda della configurazione di vendita).
- RAM di serie: 16 o 32 o 48 o 64 kB (a seconda della configurazione di vendita).
- Interfacce utente di input: tastiera alfanumerica (incorporata nell'unità centrale).
- Interfacce utente di output: display CRT monocromatico da 5 pollici con risoluzione di 16 linee per 64 caratteri (incorporato nell'unità centrale).
- Unità di memoria di massa: nessuna di serie (opzionali: fino a due unità a nastro magnetico per cartridge QIC nel formato DC300;[3] fino a quattro drive per floppy disk da 8 pollici).
- Software di serie: sistema operativo, interprete APL e/o interprete BASIC (a seconda della configurazione di vendita).
- Interfaccia utente della shell del sistema operativo: interfaccia a linea di comando.
- Prezzo: da 8.475 a 15.725 dollari[2] (a seconda della configurazione di vendita).

## Configurazioni di vendita
Entrambe le versioni dell'IBM 5110 sono state commercializzate in dodici differenti configurazioni di vendita. La tabella seguente riporta le differenze tra le varie configurazioni di vendita e il corrispondente prezzo.
| Sigla | RAM di serie | Interpreti di serie              | Prezzo   |
| ----- | ------------ | -------------------------------- | -------- |
| A11   | 16 kB        | interprete APL                   | $ 8.475  |
| A12   | 32 kB        | interprete APL                   | $ 10.225 |
| A13   | 48 kB        | interprete APL                   | $ 11.975 |
| A14   | 64 kB        | interprete APL                   | $ 13.725 |
| B11   | 16 kB        | interprete BASIC                 | $ 9.475  |
| B12   | 32 kB        | interprete BASIC                 | $ 11.225 |
| B13   | 48 kB        | interprete BASIC                 | $ 12.975 |
| B14   | 64 kB        | interprete BASIC                 | $ 14.725 |
| C11   | 16 kB        | interprete APL, interprete BASIC | $ 10.475 |
| C12   | 32 kB        | interprete APL, interprete BASIC | $ 12.225 |
| C13   | 48 kB        | interprete APL, interprete BASIC | $ 13.975 |
| C14   | 64 kB        | interprete APL, interprete BASIC | $ 15.725 |

## Accessori opzionali IBM
La tabella seguente riporta gli accessori opzionali per l'IBM 5110 commercializzati dall'IBM.
| Accessorio | Descrizione                                                                       | Prezzo  |
| ---------- | --------------------------------------------------------------------------------- | ------- |
| IBM 5103   | stampante dot-matrix a 80 cps (periferica esterna)                                | $ 3.200 |
| IBM 5103   | stampante dot-matrix a 120 cps (periferica esterna)                               | $ 3.700 |
| IBM 5106   | unità a nastro magnetico per cartridge QIC nel formato DC300 (periferica interna) | $ 1.400 |
| IBM 5106   | unità a nastro magnetico per cartridge QIC nel formato DC300 (periferica esterna) | $ 1.850 |
| IBM 5114   | singolo drive per floppy disk da 8 pollici (periferica esterna)                   | $ 4.150 |
| IBM 5114   | doppio drive per floppy disk da 8 pollici (periferica esterna)                    | $ 6.050 |
| Async      |                                                                                   | $ 900   |
| Bsync      |                                                                                   | $ 2.000 |